# 잭 클라크
잭 레이몬드 클라크(영어: Jack Raymond Clarke, 2000년 11월 23일 ~)는 잉글랜드의 축구 선수이다. 현재 EFL 챔피언십의 입스위치 타운에서 윙어와 스트라이커로 활약하고 있다.

## 어린 시절
2000년 11월 23일 잉글랜드 요크에서 태어나 홀게이트 대주교 학교를 졸업하였다.

## 클럽 경력

### 리즈 유나이티드 (2009 ~ 2019)
잭 클라크는 히워스 U-8에서 우승한 후 리즈 유나이티드 아카데미에 입단하였다.
잭 클라크의 프로 데뷔 경기는 2018년 10월 6일 브렌트퍼드 FC와의 리그 경기에서의 교체 출전이었고, 프로 데뷔 골은 2018년 12월 23일 애스턴 빌라 FC와의 경기였다.

### 토트넘 홋스퍼 FC (2019 ~ )

#### 2019-20 시즌
토트넘 홋스퍼 FC는 2019년 7월 2일 잭 클라크와 2023년까지의 계약과 리즈 유나이티드로의 재임대를 발표했다. 그러나 리즈 유나이티드는 이미 6명의 임대 선수가 있었고, EFL 챔피언십의 규정상 리그 스쿼드에는 5명의 임대 선수를 포함시킬 수 있어 교체 출전으로 한 경기만 출전하는 등 출전 시간을 가지지 못했다. 결국 토트넘 홋스퍼는 2020년 1월 2일 잭 클라크의 임대를 조기 종료하였다.
2020년 1월 6일 퀸스 파크 레인저스 FC는 잭 클라크의 임대를 발표했다. 그러나 퀸스 파크 레인저스에서도 리그에서 총 6경기에 교체로 출전을 하며 출전 시간 부족을 겪었다.

#### 2020-21 시즌
2020년 10월 22일 LASK 린츠와의 UEFA 유로파리그 경기에서 토트넘 공식전 데뷔를 하였다.
2021년 1월 14일 스토크 시티 FC와의 남은 시즌 임대를 발표하였다. 스토크 시티에서 14경기를 뛰며 시즌을 마무리하였다.

## 국가대표팀 경력
2019년 8월 30일 처음으로 잉글랜드 U-20 축구 국가대표팀에 발탁되었다.
2019년 9월 5일 네덜란드 U-19 축구 국가대표팀과의 경기에서 데뷔를 하였다.
2019년 9월 9일 스위스 U-20 축구 국가대표팀과의 경기에서 데뷔골을 넣었다.

## 통산 기록

### 클럽
- 2021년 11월 7일 기준

| 클럽                      | 시즌    | 리그         | 리그 | 리그 | 리그 | 국내컵 | 국내컵 | 국내컵 | 리그컵 | 리그컵 | 리그컵 | UEFA | UEFA | UEFA | 합계 | 합계 | 합계 |
| 클럽                      | 시즌    | 디비젼       | 경기 | 골   | 도움 | 경기   | 골     | 도움   | 경기   | 골     | 도움   | 경기 | 골   | 도움 | 경기 | 골   | 도움 |
| ------------------------- | ------- | ------------ | ---- | ---- | ---- | ------ | ------ | ------ | ------ | ------ | ------ | ---- | ---- | ---- | ---- | ---- | ---- |
| 리즈 유나이티드           | 2018-19 | EFL 챔피언십 | 22   | 2    | 2    | 1      | 0      | 0      | ㅡ     | ㅡ     | ㅡ     | ㅡ   | ㅡ   | ㅡ   | 23   | 2    | 2    |
| 토트넘 홋스퍼             | 2019-20 | 프리미어리그 | ㅡ   | ㅡ   | ㅡ   | ㅡ     | ㅡ     | ㅡ     | ㅡ     | ㅡ     | ㅡ     | ㅡ   | ㅡ   | ㅡ   | ㅡ   | ㅡ   | ㅡ   |
| 리즈 유나이티드 (임대)    | 2019-20 | EFL 챔피언십 | 1    | 0    | 0    | ㅡ     | ㅡ     | ㅡ     | 2      | 0      | 0      | ㅡ   | ㅡ   | ㅡ   | 3    | 0    | 0    |
| 퀸스 파크 레인저스 (임대) | 2019-20 | EFL 챔피언십 | 6    | 0    | 0    | 1      | 0      | 0      | ㅡ     | ㅡ     | ㅡ     | ㅡ   | ㅡ   | ㅡ   | 7    | 0    | 0    |
| 토트넘 홋스퍼             | 2020-21 | 프리미어리그 | ㅡ   | ㅡ   | ㅡ   | 1      | 0      | 0      | ㅡ     | ㅡ     | ㅡ     | 2    | 0    | 0    | 3    | 0    | 0    |
| 스토크 시티 (임대)        | 2020-21 | EFL 챔피언십 | 14   | 0    | 2    | ㅡ     | ㅡ     | ㅡ     | ㅡ     | ㅡ     | ㅡ     | ㅡ   | ㅡ   | ㅡ   | 14   | 0    | 2    |
| 토트넘 홋스퍼             | 2021-22 | 프리미어리그 | ㅡ   | ㅡ   | ㅡ   | ㅡ     | ㅡ     | ㅡ     | ㅡ     | ㅡ     | ㅡ     | 1    | 0    | 0    | 1    | 0    | 0    |

## 수상

#### 리즈 유나이티드
- 리즈 유나이티드 올해의 영 플레이어 : 2018-19